# Femme Schmidt
Femme Schmidt, pseudonimo di Elisa Sophie Schmidt (Coblenza, 14 febbraio 1990), è una cantautrice tedesca.

## Biografia
Femme Schmidt ha avviato la sua carriera musicale nel 2010, anno in cui ha firmato il suo primo contratto per la Warner Music Group. Ha pubblicato il suo album di debutto eponimo nel 2011: esso ha esordito alla 70ª posizione della classifica tedesca, risultato superato nel 2016 grazie al secondo disco Raw alla 48ª. Tra i suoi singoli più noti vi è Heart Shaped Gun, pubblicato nel 2013 e arrivato alla numero 37 in madrepatria.
Durante la sua carriera aperto concerti per Melanie C, Elton John, Lionel Richie e i Coldplay.

## Discografia

### Album in studio
- 2012 – Femme Schmidt
- 2016 – Raw
- 2019 – The Luv Project

### Extended play
- 2011 – Above Sin City

### Singoli
- 2012 – In the Photo Booth
- 2012 – Heart Shaped Gun